# Římskokatolická farnost Úvaly
Římskokatolická farnost Úvaly je jedno z územních společenství římských katolíků v jílovském vikariátu s farním kostelem Panny Marie.

## Dějiny farnosti
Od roku 1385 byly Úvaly filiálka farnosti Horky, po reformaci filiálka farnosti Tuklaty. Od roku 1734 byly filiálkou farnosti Hradešín a roku 1856 byla zřízena zřízena farnost s matrikou. Roku 2009 byly farnosti Sluštice, Tuklaty a Hradešín sloučeny do farnosti Úvaly.

## Kostely a kaple farnosti
| Kostel                                   | Místo       | Bohoslužba                        |
| ---------------------------------------- | ----------- | --------------------------------- |
| sv. Jiří                                 | Hradešín    | ne 11.30 4. a 5. ne v měsíci      |
| sv. Petra a Pavla                        | Přišimasy   | ne 11.30 1. a 2. ne v měsíci      |
| sv. Anny                                 | Škvorec     | ne 11:30 3. ne v měsíci           |
| sv. Jakuba Staršího                      | Sluštice    | ne 10:15 kromě poslední v měsíci  |
| sv. Isidora                              | Dobročovice | -                                 |
| sv. Bartoloměje                          | Březí       | ne 10.15 poslední neděle v měsíci |
| Narození sv. Jana Křtitele               | Tuklaty     | ne 17.00/18:00 (zimní/letní čas)  |
| Zvěstování Panny Marie (Zvěstování Páně) | Úvaly       | pá 18.00, ne 09.00                |

| Kaple                | Místo       |
| -------------------- | ----------- |
| sv. Jana Nepomuckého | Hradešín    |
| Panny Marie          | Květnice    |
| sv. Jiří             | Doubravčice |

## Osoby ve farnosti
P. Pavel Budský

Ing. Alois Maceška, jáhenská služba • Ing. Jan Pečený, jáhenská služba